# سانتیبانیس د اسگبا
سانتیبانیس د اسگبا (به اسپانیایی: Santibáñez de Esgueva) یک شهرستان در اسپانیا است که در کاستیا و لئون واقع شده‌است.

## خصوصیات
سانتیبانیس د اسگبا ۲۲ کیلومترمربع مساحت و ۱۴۸ نفر جمعیت دارد.